# スーパーテトリス3
『スーパーテトリス3』 (SUPER TETRIS 3) は、トーセが開発しBPSより1994年12月16日に発売されたスーパーファミコン用落ち物パズル。
本家「テトリス」に当たる「テトリスクラシック」の他、テトリスをアレンジした「マジカリス」、BPSが1991年に発売した『スーパーテトリス2+ボンブリス』のモードの一つ「スパークリス」もプレイできる。1人プレイの他、2プレイヤーによる対戦プレイも可能。また、マルチタップを使用して最大4人まで同時対戦が可能な「ファミリーテトリス（ファミリス）」モードもある。

## ゲームモード

### テトリスクラシック
英字表記は「TETRISclassic」。一般的なテトリス。「エンドレスモード」と「スタンダードモード」の2通りの方法でプレイできる。ルールの詳細はテトリスの項目を参照。
エンドレスモード
一定ライン数を消すごとにレベルが上がり、落下スピードが速くなっていく。１度でも上まで詰まるとゲームオーバー。
スタンダードモード
ファミコン版『テトリス』に準じたルールで、25ラインを消すとステージクリアとなる。3つライフが存在し2回までなら上まで詰まってもリトライできる。

### マジカリス
英字表記は「Magicaliss」。語源は Magical + Tetris だが意図的に綴りは変えられている。テトリスに色の要素を加えたゲーム。テトリス同様、「エンドレスモード」と「スタンダードモード」が用意されている。
システム
ブロックには赤、緑、青のいずれかの色が付いている。また、それに加えてシルバーブロックとオールマイティブロックがある（シルバーブロックは他のブロックと違い1～3つの正方形から構成されている）。
ラインをすきまなくそろえるとそのラインが消えるのはテトリスと同じだが、シルバーブロックはその方法では消すことができない（それを逆に利用して連鎖も可能）。同じ色のブロックでラインをそろえると「マジカリス」となり、その色のブロックが全て消えてシルバーブロックが全てその色に変わる。ただし、マジカリスを1回発動させるとブロックの落ちるスピードが一時的に1レベル分上がるので頻繁に使用すると難易度を上げてしまう。（ラインを揃えて次のレベルに上がるとそのレベルのスピードになる。）シルバーブロックのみでマジカリスを決めると、シルバーブロックのみが全て消える。また、オールマイティブロックは他のいずれかの色の代わりにすることができる。
赤、緑、青のブロックは何回か回転させることで他の色に変えることができる。画面左の色の付いたゲージは、あと何回ブロックを回転させれば色が変わるかを示している。右回転すればゲージは右に進み、左回転すれば左に戻る。ただしこのゲージは対戦モードでは表示されず、自力で欲しい色を見つけ出す必要がある。
ゲーム開始時に「NORMAL」と「BEGINNER」を選ぶことができ、「BEGINNER」にするとXボタンかYボタンを押すと即座に色の変更ができるが、最高得点は記録されない。また、対戦モードでは選ぶことができない。

### スパークリス
英字表記は「Sparkliss」。語源は Spark + Tetris だが意図的に綴りは変えられている。前作の『ボンブリス（Bombliss）』と少し似ている。「コンテストモード」と「パズルモード」が用意されている。
コンテストモード
100ピース以下のブロックで画面内にある全てのブロックを消せばステージクリアとなり、残りのピースがそのままスコアとなる。ステージごとにブロックの配置が異なっている。最上段まで詰まるか、100ピースのストックを使い切ってしまうとゲームオーバー。
パズルモード
全100面が用意されている。同様にステージごとに初期配置が決まっているが、こちらでは落ちてくるブロックの数と形状も指定されており、それらを全て使って画面内のブロック（消えない固定ブロックを除く）を全て消すことが目的となる。
システム
ボンブリスと同様、ラインを揃えただけではブロックを消すことはできない。落ちてくるブロックの一部分に「ライトニングブロック」（LB）が混ざっていることがあり、LBを含んだラインを揃えることでLBを基点にブロックを消していくことになる。
そろったライン上に存在するLBは、縦横の四方一直線に電流を放ち、ブロックを消滅させる。一度に多くのラインを揃えると電流も長くなる。
ボンブリスと同様、電流が他のLBに届くとそのLBからも連鎖的に電流が放たれる。また、LBは4つ（縦2×横2）合わせると「デカLB」となり、縦横10マスへ太い電流を放つようになる他、1個作った時点でネクストブロックが1個加算される。
スパークリス特有のルールとして、電流でブロックを隙間なく囲むと、内側のブロックすべてが強制的に消去される（囲み消し）。パズルモードと対戦モードではラバーブロック（黒いブロック）があり、それらは2度電流を流さないと消すことができないが、上述の囲み消しならば1度で消すことが出来る。
ラインを4つ以上揃えるとネクストブロックの個数が加算される他、直後の落下ブロックがすべてLBで構成されるものに変化する。落下ブロックは低確率、またはフィールド上のブロックがわずかまで減った直後も、ブロックの全体がLBになることがある。

### ファミリーテトリス
最大4人まで同時対戦プレイが可能なテトリス。「Familiss（ファミリス）」とも表記され、語源は Family + Tetris だが意図的に綴りは変えられている。
画面が4分割されているため、通常のテトリスよりもフィールドが狭い。各プレイヤーのフィールドの下にはターゲット表示があり、ラインを消したときの表示により、表示されたプレイヤーのラインをせり上げたり減らしたりすることができる。最後まで生き残ったプレイヤーが1位となる。

## スタッフ
- エグゼクティブ・プロデューサー：ヘンク・ブラウアー・ロジャース
- プロデューサー：しいなあきら
- ディレクター：小栗真一、松中太郎
- プログラム：おおたのぶかず、OUKOU/SIN
- グラフィック：UE-CHO.2014、KOH.EXE VER. 1.00、YANOTE
- 音楽：SIR-1008（後藤重満）
- サウンド、効果音：AKP!
- サウンド・エンジニア：ANCHOVY
- ヒューマン・ボイス：リチャード・ロジャース、たかのひろみ、KUU、POM
- テストプレイ：松村公夫、ふじたのりお、村田英樹、はこねまりこ
- パズル・デザイン：北沢敏彦、こばやしこうじ、ながおかまさのり、RICE-SHOWER、O-RIN、KO-RIN、SOCCER-BOY
- スペシャル・サンクス：BPSスタッフ
- テトリス3・オリジナル・コンセプト：原典史、高取雅好、かつのかずとく

## 評価
ゲーム誌『ファミコン通信』の「クロスレビュー」では、6・6・6・6の合計24点（満40点）、『ファミリーコンピュータMagazine』の読者投票による「ゲーム通信簿」での評価は以下の通り、19.0点（満30点）となっている。
| 項目 | キャラクタ | 音楽 | お買得度 | 操作性 | 熱中度 | オリジナリティ | 総合 |
| 得点 | 3.0        | 3.4  | 3.1      | 3.3    | 3.3    | 2.9            | 19.0 |